# Antonio Lamela
Antonio Lamela Martínez (Madrid, 18 de diciembre de 1926-Ib., 1 de abril de 2017) fue un arquitecto español.

## Biografía y obras
Titulado por la Escuela Técnica Superior de Arquitectura de Madrid (ETSAM) en 1954 y doctorado en 1959, desde el inicio de su carrera profesional demostró ser un arquitecto visionario e innovador, fruto de su gran inquietud profesional y de sus continuos y largos viajes por los cinco continentes.
- En 1954 fundó el Estudio Lamela, donde desarrolló toda su carrera profesional.
- Entre 1956 y 1958 levantó el primer edificio de viviendas en Madrid que tuvo aire acondicionado, vertederos de basura individualizados, shunts interiores de ventilación, tabiques móviles, iluminación exterior completa, terrazas ajardinadas, portal elevado y fachadas ligeras suspendidas. Estos elementos, estructuras y diseño eran absolutamente novedosos en aquellos años. A este edificio le siguieron otros modernos edificios y conjuntos residenciales en la capital, e incluso barrios enteros para miles de habitantes como es el caso de San Ignacio de Loyola. En 1960 proyectó el primer supermercado de España.

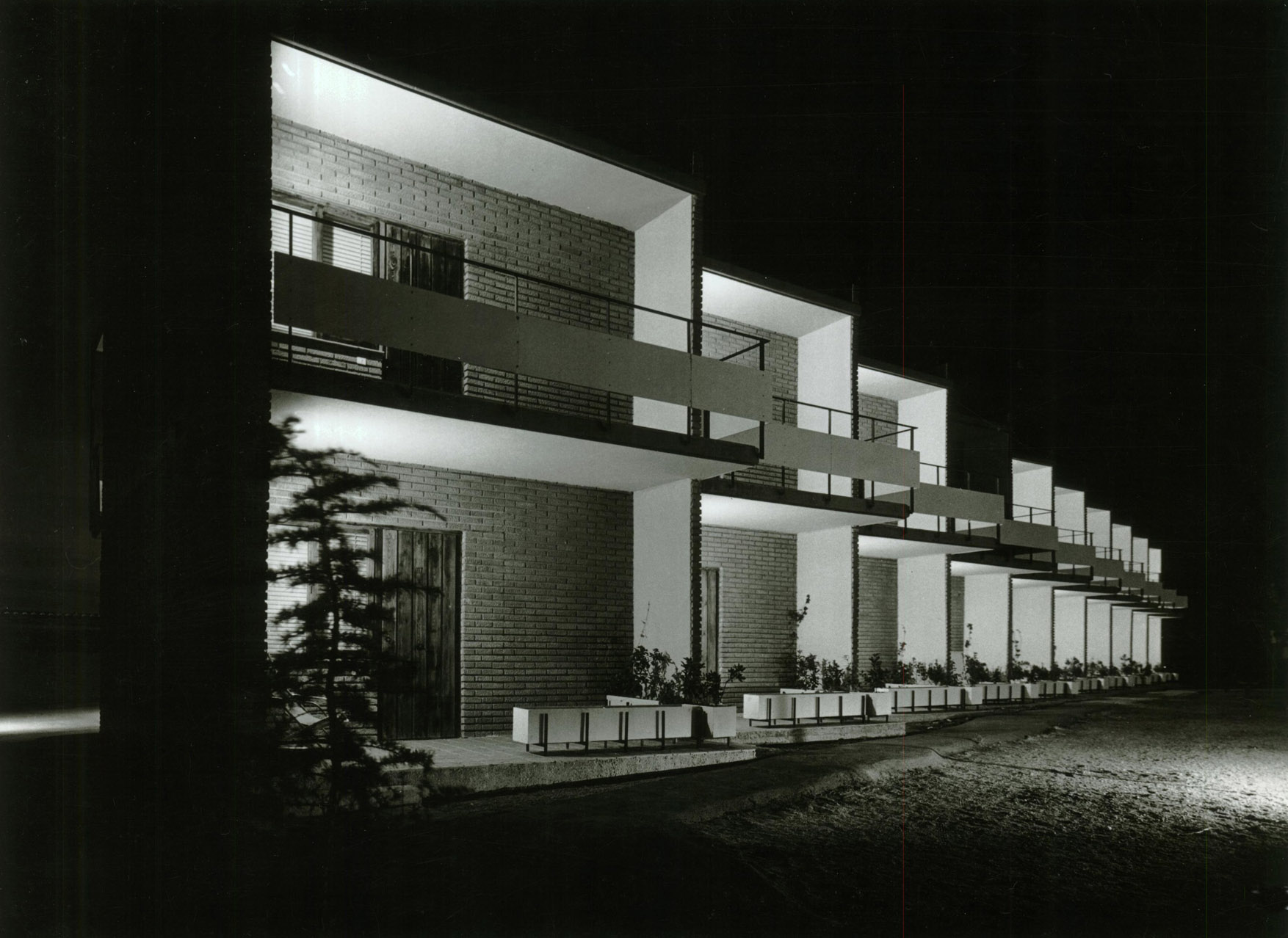
Antonio Lamela. Motel El Hidalgo en Valdepeñas

- Pionero de la arquitectura turística española, proyectó los primeros moteles[3] y hoteles de concepción y diseño contemporáneo del país. Participó en el boom turístico que empezó a vivirse en los años sesenta del siglo pasado y creó novedosos conjuntos residenciales en zonas costeras de la isla de Mallorca y la Costa del Sol, como las 21 torres desde Playamar hasta Torremolinos.[4]

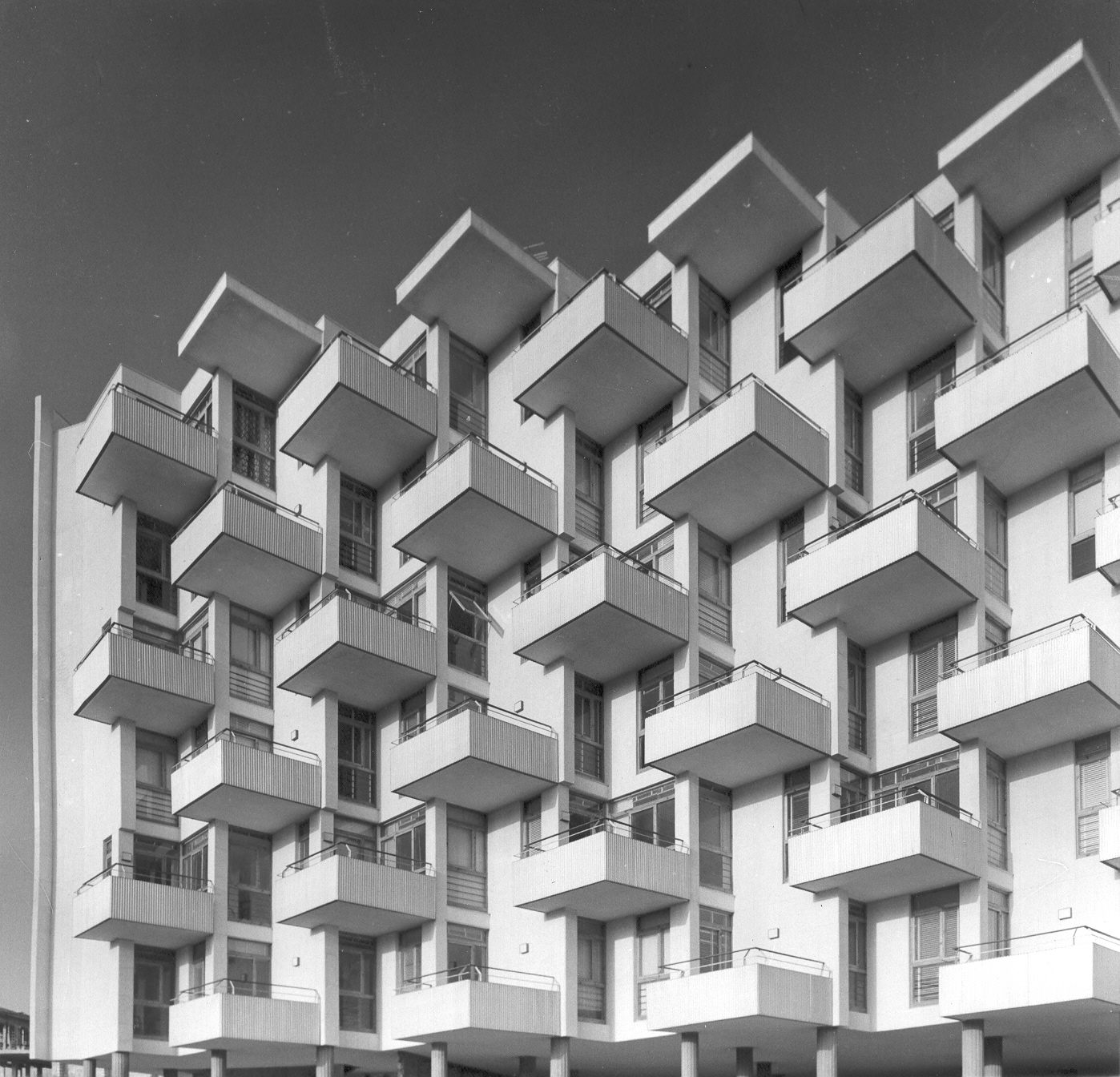
Antonio Lamela. Conjunto la Caleta en Palma de Mallorca

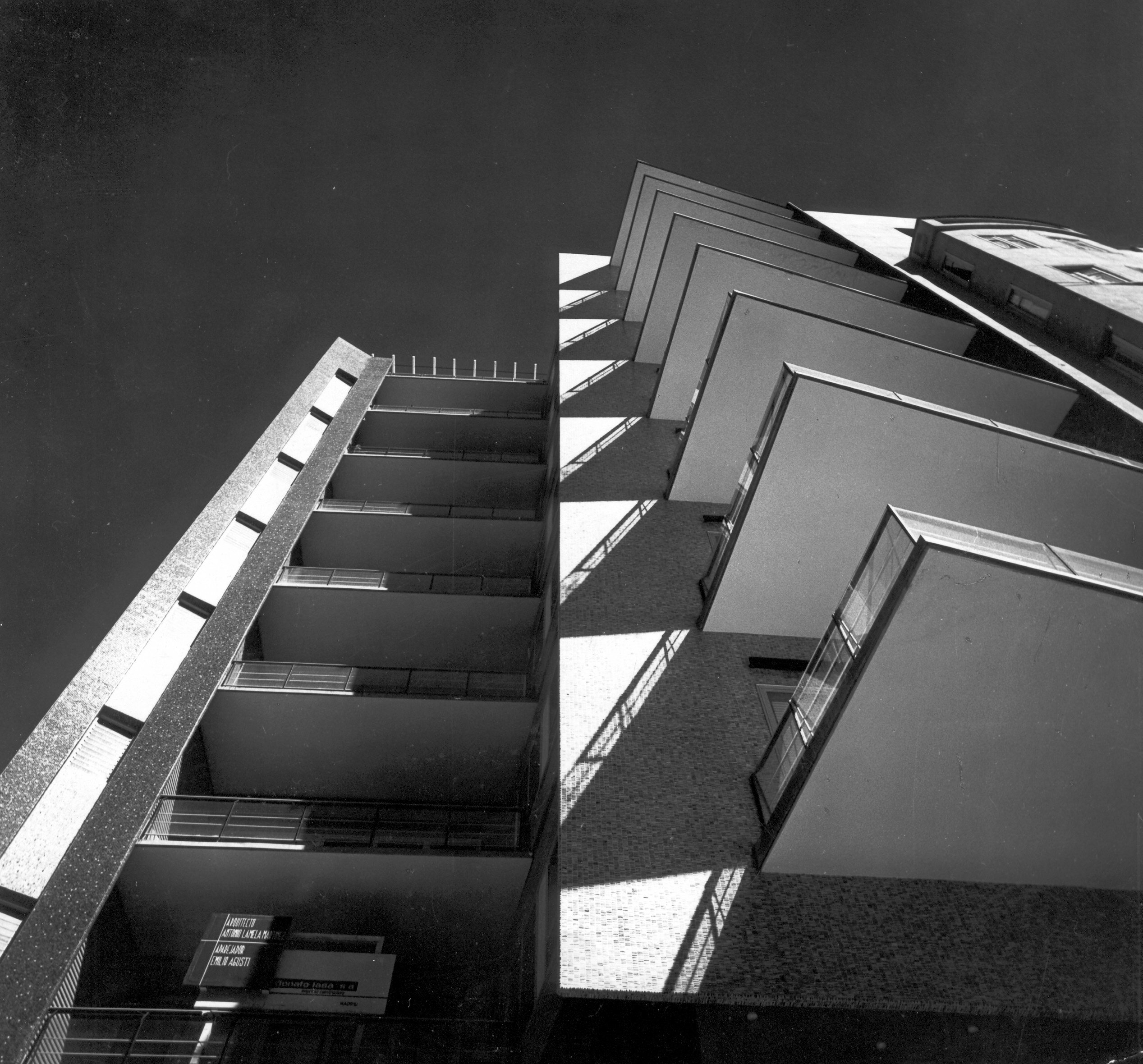
Antonio Lamela. Edificio de Oficinas y viviendas en la c/ O'Donnell 33 en Madrid

- Fue el primer arquitecto en desarrollar en España el concepto de “oficina paisaje”,[5] que aplica a la sede del propio Estudio Lamela, situada entonces en el número 34 de la calle O’Donnell de Madrid. Este lugar de trabajo proponía, entre otras novedades, la supresión de espacios cerrados y la incorporación de techos continuos con iluminación y paneles de absorción acústica, suelos y paramentos enmoquetados y fachadas quebradas: un conjunto de técnicas para conseguir un mejor control solar y lumínico.
- Introduce en España el concepto de “arquitectura suspendida”[6] con el proyecto de las Torres de Colón, en Madrid, trazadas junto al ingeniero Carlos Fernández Casado. El sistema estructural de las Torres se diseñó completamente en hormigón armado, utilizando hormigones postensados de alta resistencia. De este modo, el Estudio se apartó de la técnica más difundida para construir edificios “colgados”, que utilizaba cabezas estructurales de acero, para adoptar en cambio una solución de “arquitectura suspendida”: los forjados de las plantas tipo apoyan por su perímetro en los tirantes exteriores, que no están traccionados como en el caso de la “arquitectura colgada”, sino comprimidos contra la estructura de hormigón postensado de las vigas-cabeza. Esta estructura superior, en cuyo interior se ubica la maquinaria de instalaciones, recibe la carga de los 21 forjados suspendidos y la transmite al núcleo, por el que desciende finalmente hasta la cimentación en el terreno. Cuando fueron construidas, las Torres de Colón tenían el récord mundial en cuanto al número de forjados suspendidos, 21, utilizando la técnica del hormigón pretensado. El resultado es un edificio de cien metros de altura y veinte plantas suspendidas. El Instituto Eduardo Torroja presentó este proyecto como aportación tecnológica española en el Congreso Mundial de Arquitectura y Obra Pública celebrado en Nueva York en 1975, y fue considerado «el edificio de más avanzada tecnología en construcción edilicia hasta 1975».

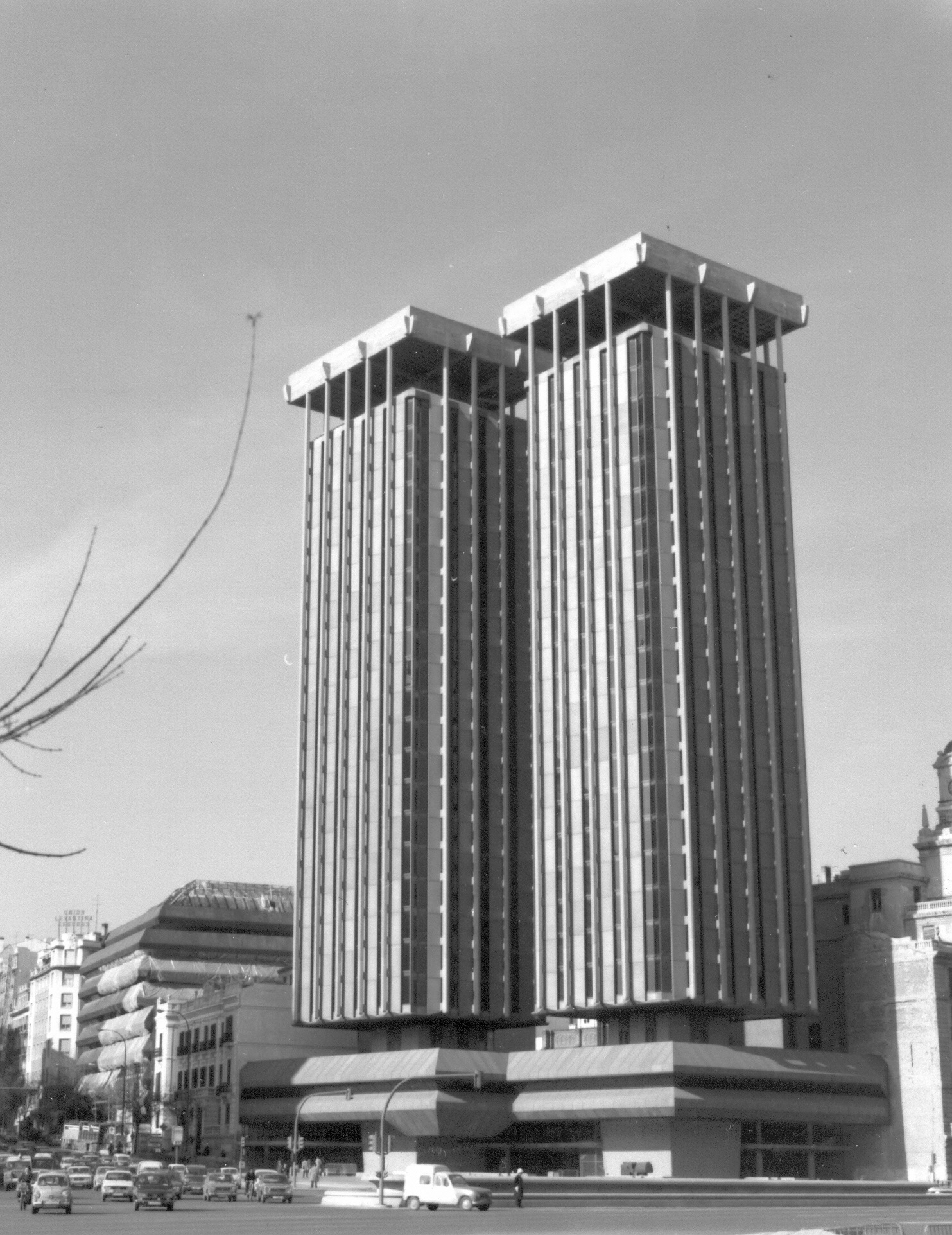
Torres de Colón en su estado original, construidas en 1967, constituyen una de las obras más destacadas del arquitecto Antonio Lamela.

- Ese sentido de innovación y vanguardia le llevó a crear en 1973 la primera compañía de Dirección Integrada de Proyectos (Project Management). Se llamó Gestión y Control 73 y con ella pretendía responder a esa idea que explora desde el principio de su actividad profesional: plantear una práctica en la que el arquitecto controle todas las fases del proyecto. Respondiendo a esa misma filosofía fundó otras compañías relacionadas con su ámbito profesional como ADI (Arquitectura, Decoración e Ingeniería), que ofrecía un servicio en el que se integraban las tres disciplinas.Antonio Lamela. Hotel Meliá Princesa en Madrid

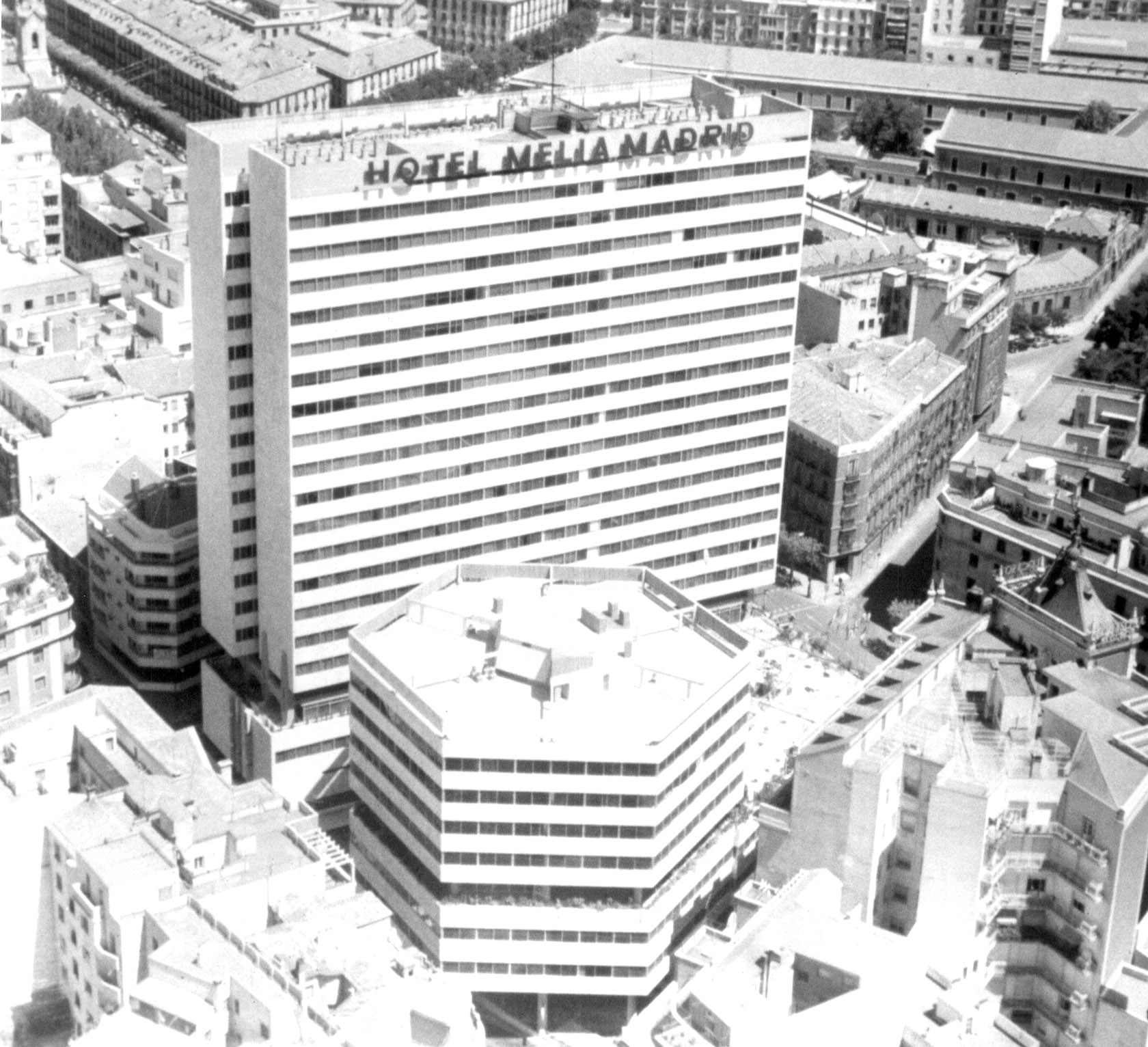
Antonio Lamela. Hotel Meliá Princesa en Madrid

### Innovación y materiales
Antonio Lamela introdujo en España en 1965 los hormigones preamasados a través de la firma Prebetong. La empresa se expandió pronto por diferentes áreas geográficas (Madrid, Aragón, Costa del Sol, Baleares y Canarias). En la práctica fueron los primeros camiones hormigoneras que rondaron por las carreteras españolas.
En 1968 puso en marcha la compañía Shockbeton, dedicada a fabricar piezas de hormigón. Era la primera vez en España que se creaban estructuras prefabricadas de ese material para fachadas, con unos resultados de una gran trascendencia técnica y estética. Otras de las empresas punteras que lanzó en aquellos años es CTC, una firma pionera en suministro industrial en obra de ladrillos empaquetados.

### Santiago Bernabéu y T4 del Aeropuerto de Barajas
En Madrid, Antonio Lamela firmó dos obras referenciales. La primera es la remodelación y ampliación en 1988 del Estadio Santiago Bernabéu (el arquitecto es el socio número 59 del Real Madrid); la segunda, la premiada Terminal 4 del aeropuerto de Barajas (desde 2014, Adolfo Suárez Madrid-Barajas), junto con Richard Rogers.

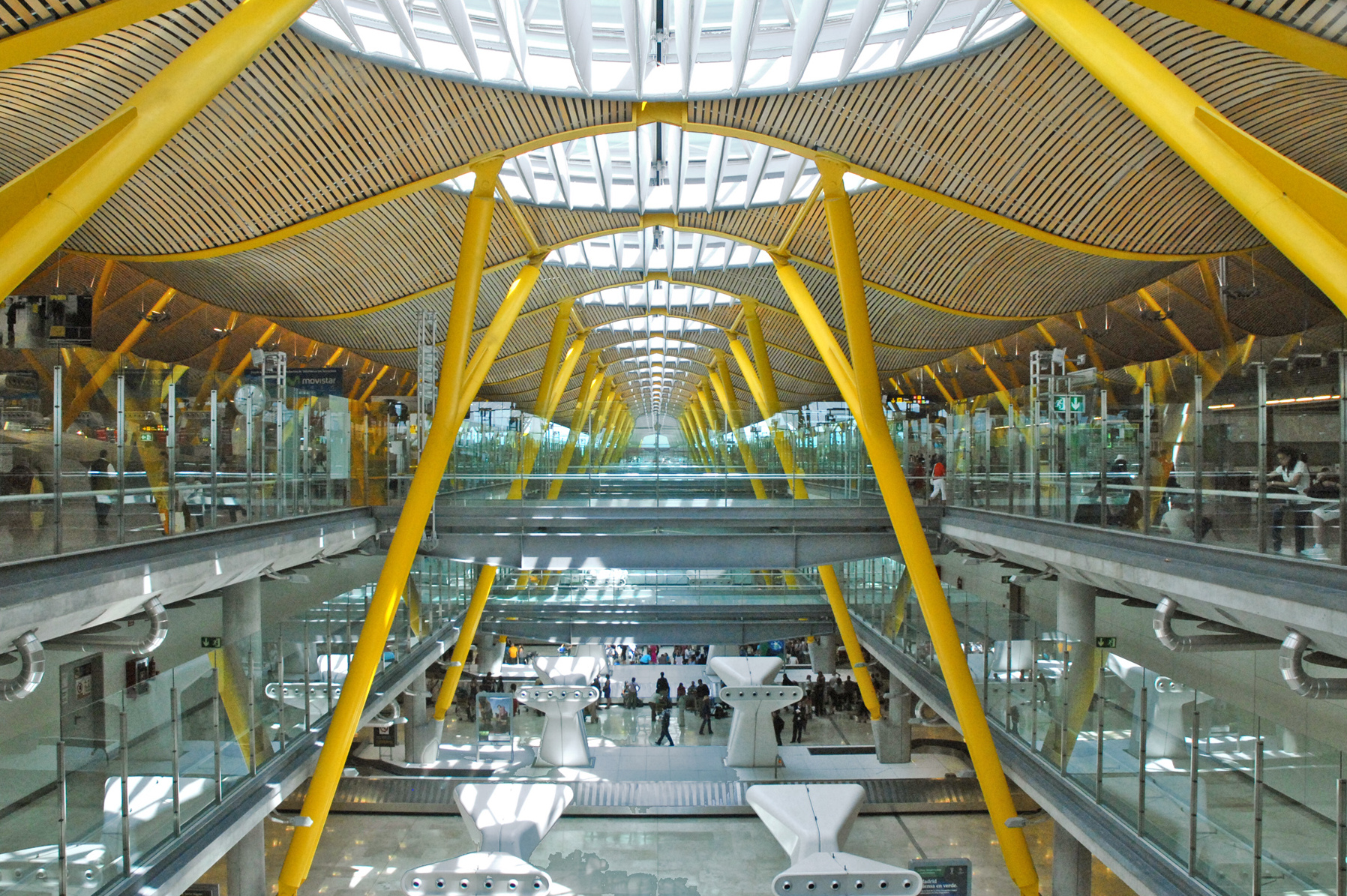
Antonio Lamela. Terminal 4 del Aeropuerto Madrid-Barajas

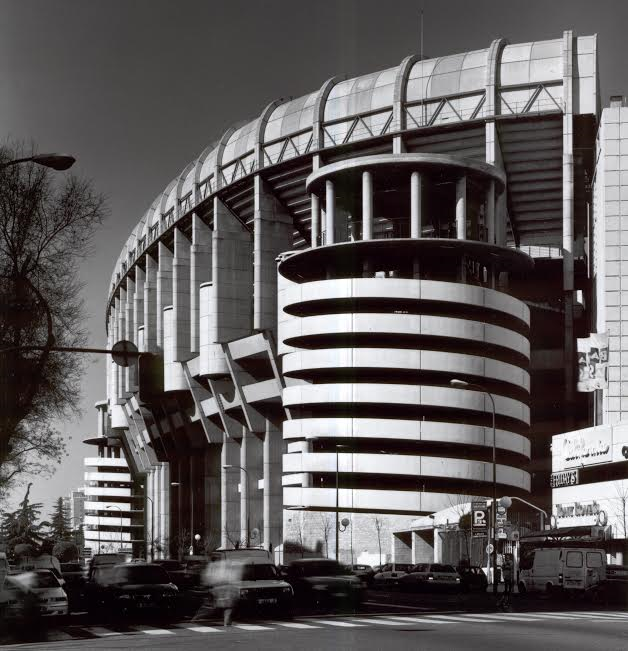
Antonio Lamela. Detalle de la Ampliación del Estadio Santiago Bernabéu

### Organismos internacionales y publicaciones
Fundó en 1976 el Club de Roma en España, una organización internacional que trata de mejorar el mundo con herramientas como la educación, la integración social y el desarrollo justo y equitativo del planeta.
Antonio Lamela ha escrito diferentes libros y publicaciones, además de numerosas ponencias, escritos y ensayos sobre el uso del territorio, las políticas hídricas, la conservación del medio ambiente, e incluso sobre la protección del idioma español.
La arquitectura de Antonio Lamela es también una trayectoria de más de 1500 proyectos y realizaciones de planeamiento territorial. Algunos se han recogido en el libro Lamela: Urbanística y Arquitectura. Realizaciones y Proyectos 1954-1992 así como en el complemento Proyectos y Realizaciones 1990-2003.
La arquitectura ha sido para Antonio Lamela un camino hacia otras disciplinas. Humanista y pensador, es el inventor de las nuevas ciencias “Geoísmo” y “Cosmoísmo”, que desarrolla en el libro homónimo de 1975. Estas nuevas disciplinas constituyen una síntesis de urbanismo a escala planetaria. En ellas preconizó, cuando el término ecológico no existía, la arquitectura sostenible. Por aquel entonces, el arquitecto lo define como “naturalismo”.

## Proyectos más relevantes
- 1956. Oficinas Swissair (Madrid)[11]
- 1956. Viviendas en calle O’Donnell, 33 (Madrid)
- 1958. Viviendas en el paseo de la Castellana (Madrid)
- 1959. Motel El Hidalgo (Valdepeñas)
- 1962. Conjunto Roca Marina, Edificio La Caleta y Apartotel Magalluf (Palma de Mallorca)
- 1963. Hotel Meliá Princesa (Madrid)
- 1963. Conjunto Playamar, La Nogalera y hotel Meliá en Torremolinos (Málaga)
- 1964. Oficinas en calle O’Donnell, 34 (Madrid)
- 1964-1970. Parroquia de la Virgen de los Llanos. Barrio San Ignacio de Loyola (Madrid)
- 1965. Conjunto Galaxia (Madrid)
- 1967. Torres de Colón (Madrid)
- 1972. Edificio Pirámide (Madrid)
- 1973. Edificio bancario en calle Génova, 27 (Madrid)
- 1984. Condominio Laroc, Florida (Estados Unidos)
- 1988. Ampliación y remodelación del estadio Santiago Bernabéu 1989-1993 y 2002-2005 (Madrid)
- 1997. Nueva Área Terminal del Aeropuerto de Madrid-Barajas: T-4 UTE con Initec, Richard Rogers y TPS

## Exposiciones
- 2013. Madrid. Roca Madrid Gallery: “Estudio Lamela: 60 años de Arquitectura en Madrid”.
- 2010. Madrid. Fundación COAM: “Estudio Lamela 1954-2010”. Exposición de las obras más relevantes de la historia de Estudio Lamela con motivo del legado a la Fundación COAM de la documentación de proyectos entre 1954 y 1999.
- 2006. Nueva York (EE. UU.).[12] T4 Aeropuerto Madrid-Barajas.
- 2005. Madrid. Ministerio de la Vivienda. Arquerías de los Nuevos Ministerios: Exposición antológica “Lamela 1954-2005” conmemorando los 50 años de actividad profesional.

## Premios y distinciones
- 1998. Miembro de Número (99) de la Real Academia de Doctores de España. Plaza 99, sección 9.ª, de Arquitectura y Bellas Artes[13]
- 2005. Gran Cruz de la Orden del Mérito Civil. Consejo de Ministros por Real Decreto 111/2005 de 31 de enero. BOE 1 de febrero de 2005[14]
- 2005. Medalla de Oro al Mérito en el Trabajo. Consejo de Ministros. BOE 18 de noviembre de 2005[15]
- 2006. Premio Rey Jaime I “Urbanismo, Paisaje y Sostenibilidad”- Fundación Premios Rey Jaime I
- 2006. Miembro del Alto Consejo Consultivo en Investigación, Desarrollo e Innovación. Valencia. Premios Rey Jaime I
- 2006. Presidente del Consejo Académico de la Universidad Camilo José Cela
- 2006. Premio Stirling. Aeropuerto de Madrid-Barajas
- 2006. Premio Urbanismo Ayuntamiento de Madrid. 1 de diciembre de 2006
- 2007. Profesor doctor honoris causa. Universidad Camilo José Cela[16]
- 2010. Comunidad de Madrid. Premio a la Excelencia Europea 2010. Madrid junio de 2010
- 2010. Colegiado de Honor del COAM. Colegio Oficial de Arquitectos de Madrid

## Publicaciones
- 1946. “Cálculo Integral y Diferencial”, Tomo I: “Cálculo Integral”. Tomo II: “Ecuaciones Diferenciales”. Madrid. Destaca la aportación inédita: “Integración de ecuaciones diferenciales con exponente fraccionario”, que se consideraban “no integrables”.
- 1976.  “Cosmoísmo y Geoísmo”. Editora Nacional, Madrid.  Tres ediciones agotadas. Traducido al inglés, 1977. ISB: 978-84-40095-33-6
- 1985. “Apuntes Sobre Arquitectura Mallorquina”. Editor Luis Ripoll, Palma de Mallorca. Agotado. ISBN 84-85048-97-0
- 1992. “Estudio Lamela. Urbanística y Arquitectura. 1954-1992". Xarait Ediciones, Madrid. ISBN 84-85434-40-4
- 2005. “Lamela 1954 -2005”. Editorial Tanais, Madrid. Dos ediciones agotadas. ISBN 84-49601-21-5
- 2006. “Ciudad y Salud”. Editorial Fundación Sanofi Aventis, Madrid.
- 2007. “Estrategias para la Tierra y el Espacio”. Dos tomos. Síntesis en inglés. Editorial Espasa, Madrid. ISBN 978-84-67025-17-0
- 2008. “Del idioma Español y su futuro”. Editorial Espasa, Madrid. ISBN 978-84-67028-66-9
- 2008. “El idioma Español y los negocios”. Editorial Espasa, Madrid. ISBN 978-84-67028-66-9
- 2014. “El agua en España. Nuevos lagos sustentables”. Lid Editorial, Madrid. ISBN 978-84-8356-830-9

## Instituciones y asociaciones a las que perteneció
- Cofundador del Capítulo Español del Club de Roma. Madrid, 1976.
- Socio de Honor del Círculo de Bellas Artes. Madrid. 1979.
- Socio de número de Hispania Nostra, asociación cultural española para la defensa del medio ambiente, ecología, valores culturales, históricos y artísticos.
- Vicepresidente y socio fundador del Club Español de la Energía. 1985.
- Consejero de Cooperación Profesional del Centro Superior de Arquitectura. Fundación Antonio Camuñas. Madrid, 1990.
- Miembro del Consejo Académico de la Fundación Antonio Camuñas.
- Miembro directivo del Instituto Español de la Energía.
- Presidente fundador de la Asociación para la defensa de los embalses de Entrepeñas, Buendía y zonas de influencia (ADEB). 1992.
- Miembro del Consejo Rector de la Sociedad de Estudios Internacionales del Centro Superior de Investigaciones Científicas (CSIC). Madrid, 1993.
- Miembro Fundador del Foro del Agua (Madrid), 1996.
- Miembro Fundador y Directivo del Club Español del Medio-Ambiente (CEMA).
- Miembro del Comité Español del Consejo Mundial de la Energía.